# Télépathie dans la science-fiction
Pour un article plus général, voir Télépathie.
La télépathie, soit la transmission des pensées d'une personne à une autre sans utilisation des moyens de communication oraux ou physiques, est un des thèmes de la science-fiction. Les auteurs se sont interrogés sur la capacité de l'humanité à intégrer des personnes dotées de cette faculté.

## Le précurseur: Alfred Bester
Dans son roman des années 1950 L'Homme démoli, Alfred Bester imagine au XXIIIe siècle que l'humanité, ayant découvert la télépathie, s'en sert pour enrayer le mensonge entre les entreprises et empêcher les crimes, l'auteur potentiel étant repéré rapidement. La fin du roman est positive : la télépathie est en effet associée à la psychothérapie pour « démolir » la personnalité criminelle et faire en sorte que cette haine devienne une passion pour servir.
Philip K. Dick reprend cette idée de police rendue plus efficace par des dons de prescience de l'esprit dans Minority Report. Mais, l'intrigue développe également les aspects négatifs concernant la présomption d'innocence : l'accusé n'a pas encore commis le crime, allait-il le commettre?

## Perry Rhodan
L'émir, Betty Toufry, Samuel Goldstein, Laury Marten, Tatiana Michalovna, Nomo Yatuhin, Ishy Matsu, sont les télépathes attitrés de la Milice des Mutants, à compter de 1971.
Perry Rhodan lui-même, depuis sa rencontre avec L'Immortel de Delos perçoit, parfois, les émotions organiques réellement ressenties par ses interlocuteurs.

## Star Trek
Dans la série Star Trek : La Nouvelle Génération, on découvre au travers du personnage de Deanna Troi, l'espèce bétazoïde connue pour ses capacités télépathiques.

## Babylon 5
Joe Michael Straczynski réalise une synthèse des visions de Bester et de Dick dans sa série télévisée Babylon 5 (2e moitié des années 1990). Au XXIIIe siècle, il imagine l'apparition de télépathes dans les sociétés humaines ; la télépathie étant liée à un gène. Le gouvernement fédéral terrien crée le Corps Psi pour contrôler les télépathes. Cette institution est chargée de:
- détecter les hommes, femmes et enfants qui ont un don télépathique,
- de les former à des règles dont le respect des autres : pas de scan d'un esprit sans autorisation de la personne ou d'un juge.
- de s'assurer qu'ils portent bien des signes distinctifs : badge, gants noirs, voire uniforme complètement noir pour les agents chargés de poursuivre les télépathes en fuite.
- ou qu'ils prennent régulièrement une drogue qui annihile ce pouvoir pour éviter l'utilisation malhonnête de ce don.

Pour Straczynski, le risque est de voir l'humanité se scinder en deux : les normaux apeurés qui laissent faire le Corps Psi et les télépathes de l'autre. Grâce au personnage de l'agent Bester, il montre comment l'idée de race supérieure apparaît, un groupe prêt à diriger toute l'espèce, car il se sent supérieur par ses pouvoirs. La guerre civile paraît inévitable.

## Alien
Dans la saga Alien, la reine est censée communiquer avec ses enfants par télépathie. Par contre, la communication par télépathie entre ces êtres n'a pas été formalisée mais paraît évidente.

## X-Men
Les comics Marvel accordent une grande place à la télépathie, pouvoir jouant un grand rôle dans les scénarios. L'exemple type est le Professeur Xavier, capable d'imposer sa volonté à la plupart des êtres, et pouvant assommer en saturant ses pensées tout être ne disposant pas d'un entraînement ou d'un équipement particulier pour se protéger des télépathes. Mieux, Onslaught envisageait d'absorber tous les esprits humains dans le sien, faisant ainsi de tous les humains des corps obéissant à son seul esprit.

## Gardiens des Cités Perdues
Dans cette série, presque tous les elfes sont dotés de pouvoirs (appelés talents) dont la télépathie. C'est un talent assez rare notamment maitrisé par Sophie Foster, Fitz Vacker, M.Forkle, etc. Un télépathe peut lire, et bloquer les pensées d'autrui.Il peut également transmettre ses pensées ou des images à d'autres elfes.

## Romans développant cette thématique
- Isaac Asimov : Fondation et Empire 1952, Seconde Fondation 1953, et leur suite : Fondation foudroyée 1982, Les Robots et l'Empire 1985 et Terre et Fondation 1986
- Olaf Stapledon : Les Derniers et les Premiers 1930, Créateur d'étoiles 1937
- Alfred Bester : L'Homme démoli - 1952
- Pierre Bordage : Les Guerriers du silence 1993, Terra Mater 1994, La Citadelle Hyponéros 1995
- Arthur C. Clarke : Les Enfants d'Icare 1953
- Philip K. Dick : Loterie solaire 1955, Les Joueurs de Titan 1963
- Loup Durand : Le Grand silence 1994
- Franck Gordon, L'Affaire Mormon 2011, 3e édition, 373 p,  (ISBN 978-2-84668-190-2), Dans ce roman, un couple d'enquêteurs télépathes étudient la finalité des grandes banques de données humaines.
- Joe Haldeman : Pontesprit 1976
- Robert Heinlein : L'Âge des étoiles
- Henry Kuttner : Les Mutants
- Pierre Lorrain : Les Territoires sans loi 1992
- Christian Martin : Complot sur Halpa
- K.H. Scheer : le cycle de D.A.S
- K.H. Scheer et Clark Darlton : le cycle de Perry Rhodan
- Robert Silverberg : L'Oreille interne 1975, Starborne 1996
- Dan Simmons : L'Échiquier du mal 1989, L'Homme nu 1992
- A. E. van Vogt : À la poursuite des Slans 1940
- John Wyndham : The Chrysalids 1955
- Marion Zimmer Bradley : le cycle de Ténébreuse
- John Brunner : L'Homme total, 1964
- Pittacus Lore : Numéro Quatre, 2011